# Rue Stanislas-Meunier
La rue Stanislas-Meunier est une voie du 20e arrondissement de Paris, en France.

## Situation et accès
La rue Stanislas-Meunier est une voie située dans le 20e arrondissement de Paris. Elle débute au 3, rue Maurice-Berteaux et se termine au 4, rue Vidal-de-la-Blache.

## Origine du nom

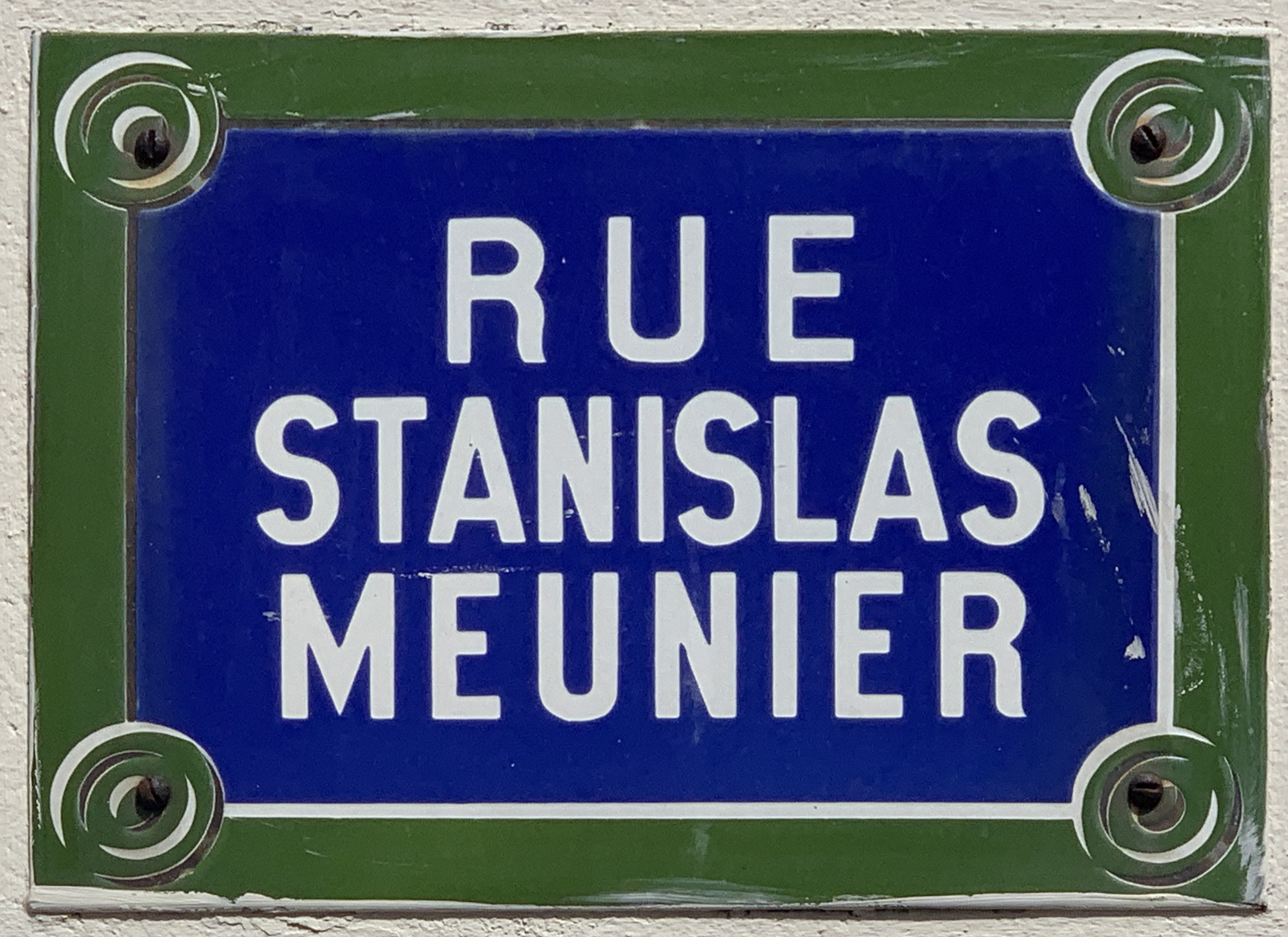
Plaque de la rue.

Cette voie porte le nom de Stanislas Meunier (1843-1925), géographe.

## Historique
Cette voie est ouverte sous sa dénomination actuelle par un arrêté du 11 février 1932, sur l'emplacement du bastion no 16 de l'enceinte de Thiers.

## Bâtiments remarquables et lieux de mémoire
- Durant l'occupation allemande, le no 8  était une planque d'Henri Krasucki, dit « Bertrand », alors membre de la Direction de la jeunesse juive de la MOI. Cette planque avait été localisée, lors de la première filature, par les inspecteurs des brigades spéciales, le 21 février 1943. Henri Krasucki y est arrêté avec sa mère Laja et sa fiancée Paulette Szlifke. Déportés à Auschwitz deux jours plus tard, ils reviendront tous les trois.